# Белё
Белё (хак. Пілӧ Кӧл) — озеро в северной части Хакасии, на территории Ширинского района, в 130 км к северо-западу от Абакана. Самый большой минеральный водоём республики. Излюбленное место отдыха жителей Южной Сибири (большинство пляжей — на южных берегах). Северные берега Большого и Малого плёсов, в том числе гора Чалпан, отнесены к территории Хакасского заповедника (участок «Озеро Белё»).

## Описание
Белё находится в межгорной котловине безлесной холмистой Джиримской степи, на высоте около 376 м., в 8 км севернее курортного озера Шира и в 16 км от посёлка Жемчужный. Окружающие горы не превышают 614 м над уровнем моря, а северный берег на некоторых участках обрывистый. В природоохранной зоне произрастают пихта и сосна, укрытые от степных ветров за горами.
Озеро тектонического происхождения и до настоящего времени ещё до конца не исследовано. Не было детальных промеров его глубины, и пока не определён состав всех подземных источников. Уровень окружающих гор выше уровня озера на 100—240 метров.
Белё состоит из двух плёсов: Большого (юго-западного) и Малого (северо-восточного), соединённых узкой протокой. Площадь водного зеркала — 75 км². Глубина достигает 48,2 м. Площадь водосборного бассейна Белё — 435,2 км².
По составу озёрная вода среднеминерализованная, щелочная, сульфатно-хлоридная, натриево-магниевая. Её минерализация по площади изменяется от 9 до 14 г/л воды. По характеру среды вода щелочная. Есть запасы бальнеологических грязей. Обширную территорию бассейна озера занимают отложения Ойдановской свиты (пёстрые и вишнёво-красные аргиллиты), с севера — Бейская свита (серые известняки), отложения Кохайской и Тубинской свит (пестроцветные аргиллиты и алевролиты). Южное побережье сформировано аллювиальными отложениями, глиной и илом, мощностью 6—8 метров.
Белё — бессточное озеро, с запада в него впадает единственный водоток — река Туим (причём воды в реке загрязнены стоками промышленных предприятий и неочищенными стоками райцентра Шира). Питание озера — за счёт атмосферных осадков и подземных источников, в западной части — также за счёт стока реки Туим.
Белё является местом остановки водоплавающих птиц во время пролёта весной и осенью (лебедя-кликуна, гуменника и белолобого гуся), причём стаи гусей достигают 1—2 тыс. особей. На пролёте обычны хохлатая чернеть, луток.
Степь вокруг Белё использовалась как пастбище и пашня. В Белё разводят форель (в садках); была попытка зарыбления горбушей и пелядью.

## Участок заповедника
Озеро Белё — кластерный участок Хакасского государственного природного заповедника, площадь 4,7 тыс. га. Расположен в Ширинской озёрно-котловинной степи, в 25 км на северо-восток от посёлка Шира. Создан для сохранения степных биогеоценозов, водно-болотных угодий и мест гнездования и массового скопления птиц, природно-исторических ландшафтов с комплексами памятников в окрестностях гор Чалпан (586 м) и Крутяк (Хуртулаг-Баг, 596 м), укрепления Све, древних могильников и писаниц.
Рельеф холмистый, с небольшими равнинными участками. Участок охватывает юго-восточные, северные и юго-западные окраины малого плёса озера Белё, а также юго-восточный залив большого плёса. Растительность степная. Встречаются участки луговых степей. Большой процент площади данного участка составляют залежи. По днищам логов разбросаны заросли черёмухи, боярышника, кизильника, караганы, спиреи. В озере Белё обитает аборигенная популяция окуня. Вода в озере близка по солевому составу к морской, и поэтому здесь акклиматизированы кета и форель. На участке отмечено 165 видов позвоночных животных (в т. ч. рыб — 7, пресмыкающихся — 5, птиц — 138, млекопитающих — 15), 145 видов высших сосудистых растений. Озеро имеет важное значение в период миграций птиц. Здесь в массе останавливаются различные виды уток, гусей (гуменник, белолобый, серый), лебедей (кликун и тундряной). Участок находится в пределах гнездового ареала и области пролёта редких видов птиц, занесённых в Красную книгу РФ: гуся-сухоноса, краснозобой казарки, тундряного лебедя, а также беркута, степного орла, степной пустельги, балобана, филина, степного луня. Отмечаются залёты фламинго, чегравы. Здесь формируются массовые предотлётные скопления журавля-красавки и серого журавля. Из растений гнездоцветка клобучковая занесена в Красную книгу России.
На горе Чалпан находится Све — крепость тагаро-таштыкского времени. На южном склоне горы имеется 5 писаниц, датируемых от 2 тыс. до н. э. до VIII — X вв. У подножия горы располагаются могильники тагарской и таштыкской культур.